# Château de Montaigut-le-Blanc
Pour les articles homonymes, voir Montaigut.
Le château de Montaigut-le-Blanc est situé au lieu-dit Le Grand Montaigut, sur la commune de Montaigut-le-Blanc, dans le département de la Creuse, région Nouvelle-Aquitaine, France.

## Historique
Un premier lieu fortifié en bois existait dès le XIe siècle sur ce site, mais ce n'est qu'au XIVe siècle (1357) que le château dont on peut encore voir les murs fut construit. Jean de Brachet (un des premiers seigneurs de Montaigut) ou Georges de Villequier (gouverneur de la Marche) furent parmi ses occupants les plus notables.
Dès sa construction originelle, il était le siège d'une garnison, ainsi qu'une halte pour les marchands et un refuge pour les paysans, victimes de l’insécurité des campagnes du Moyen Âge.
En 1866, le comte Pierre de Cessac, président de la Société des Sciences et d'archéologie de la Creuse, déclare que : « Montaigut est devenu une carrière » et le baron Louis de Corbier a retrouvé un procès-verbal de 1732 qui stipule que « la plus grande partie des bâtiments est inhabitable ». Cela signifierait que le château de Montaigut-le-Blanc est resté à l'abandon pendant près de 250 ans. 
Sa partie nord-ouest (logis seigneurial) est à présent restaurée. Les alentours du Château de Montaigut-le-Blanc ont été préservés, ce qui contribue à une réelle remontée dans le temps pour le bonheur des amateurs de cette période de l'Histoire. L'association des Amis du château de Montaigut, qui devient propriétaire du lieu en 1968, entreprend une vaste opération de restauration. Le château sera définitivement sauvé en 1989, lors du rachat des lieux par un couple qui, malgré une requête d'assistance financière auprès de l'État (refusée), s'endettera pour rénover la demeure. 
Il est inscrit aux Monuments historiques depuis 1926.

## Architecture

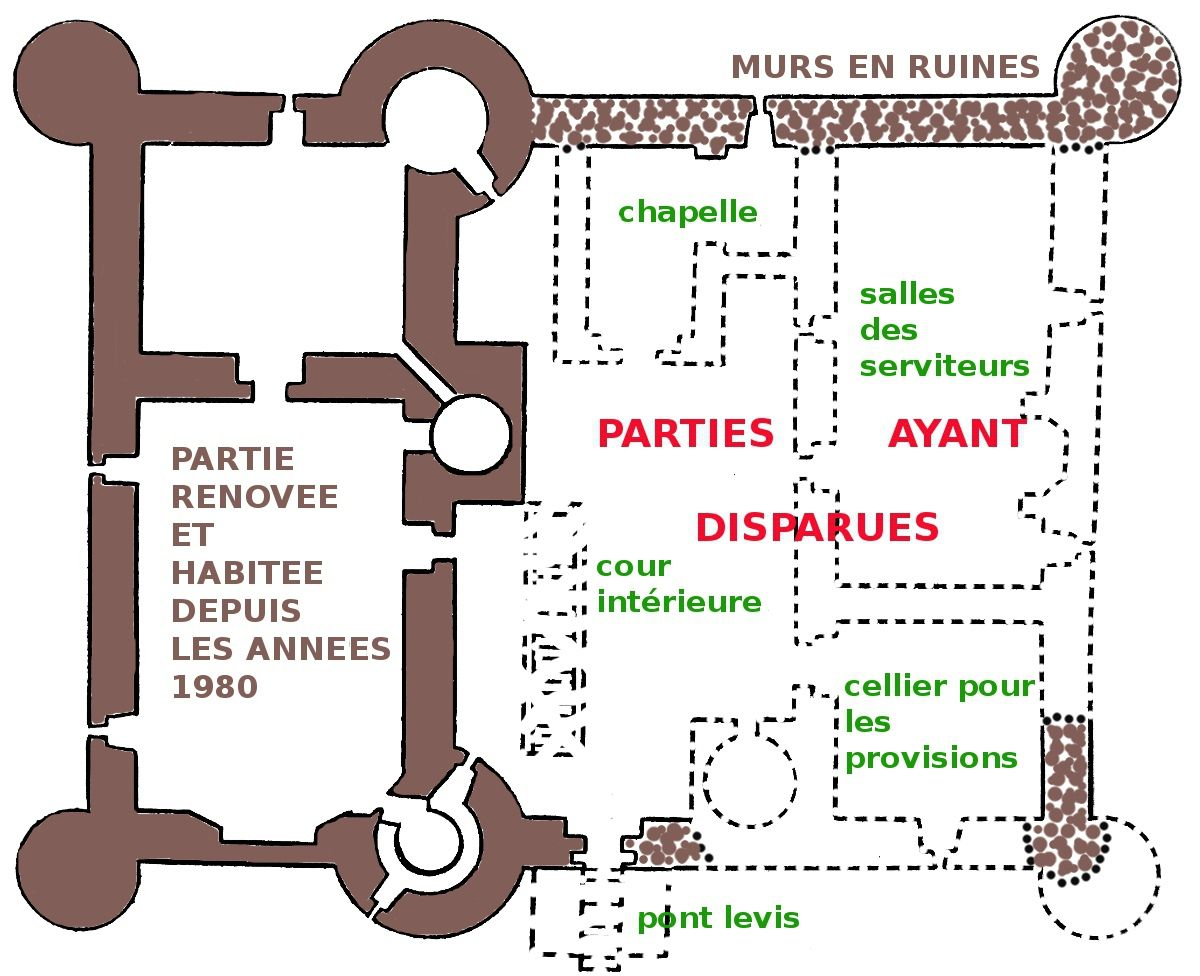
Plan contemporain du château de Montaigut-le-Blanc (23320 Creuse) France.

À sa construction en pierres, au XIVe siècle, son plan dessinait un quadrilatère flanqué de quatre tourelles formant des contreforts.
Le Dr Janicaud, de la Société des sciences naturelles creusoise, raconte : « on sait que la forteresse romane comportait dans une enceinte des palissades (XIe siècle) ou des courtines crénelées (XIIe siècle), un réduit rectangulaire très fort, le donjon, et des constructions légères pour l'habitation et les communs. Au XIIIe siècle, le donjon est rond ; au XIVe il disparaît ou plutôt se fond avec le corps de logis en un grand bâtiment fortifié qui occupe l'un des côtés de l'enceinte "… " Le château du XVe siècle a gardé ce plan mais on en a réduit la superficie en augmentant la hauteur, pour diminuer l'importance de la garnison indispensable et rendre " l'échelage " plus difficile… »
Son sommet culmine à 20 mètres.

## Environnement
Construit à l'emplacement d'une motte castrale culminant à 505 m d'altitude, le château austère s'impose. Cette situation stratégique lui permettait de contrôler la région, et plus particulièrement la vallée de la Gartempe au nord-est.
Un dicton propre au pays montagois signale : « Montaigut-le-Blanc, qui le voit n'est pas dedans ! ».
Depuis la terrasse du donjon s'offre une vue panoramique sur les alentours et la vallée.
Le château est toujours entouré de son ancien domaine, réduit à environ 1,3ha.
Un taillis de hêtres a été laissé volontairement sur les pentes les plus escarpées, au Nord tandis que le hameau de Grand-Montaigut s'est installé au sud, sur le côté le plus doux et ensoleillé de la colline. Une douve sèche circulaire entoure le château. Le fossé a été comblé face au hameau, pour faciliter l'accès à l'emplacement d'un pont-levis.

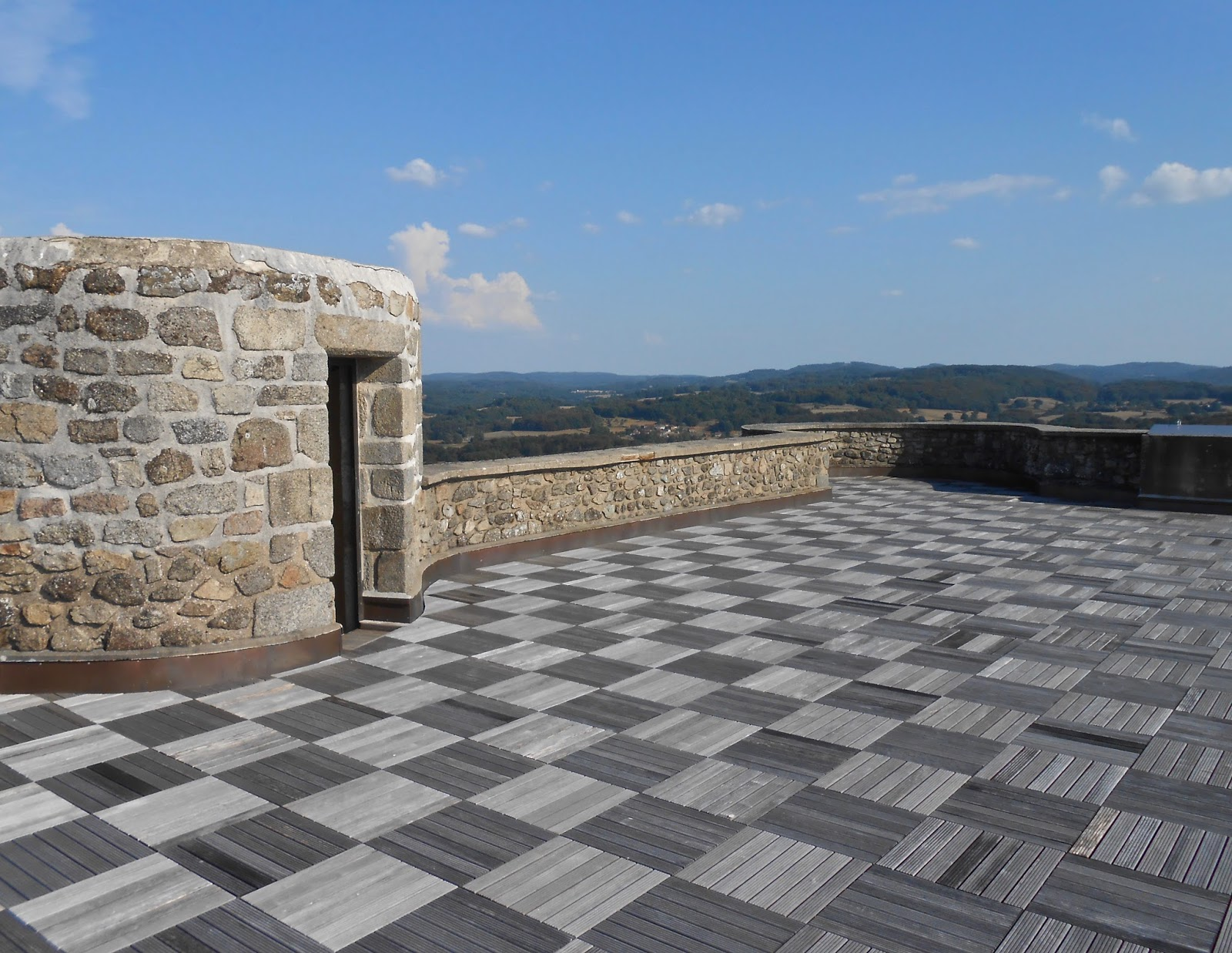
Terrasse du château (2013).
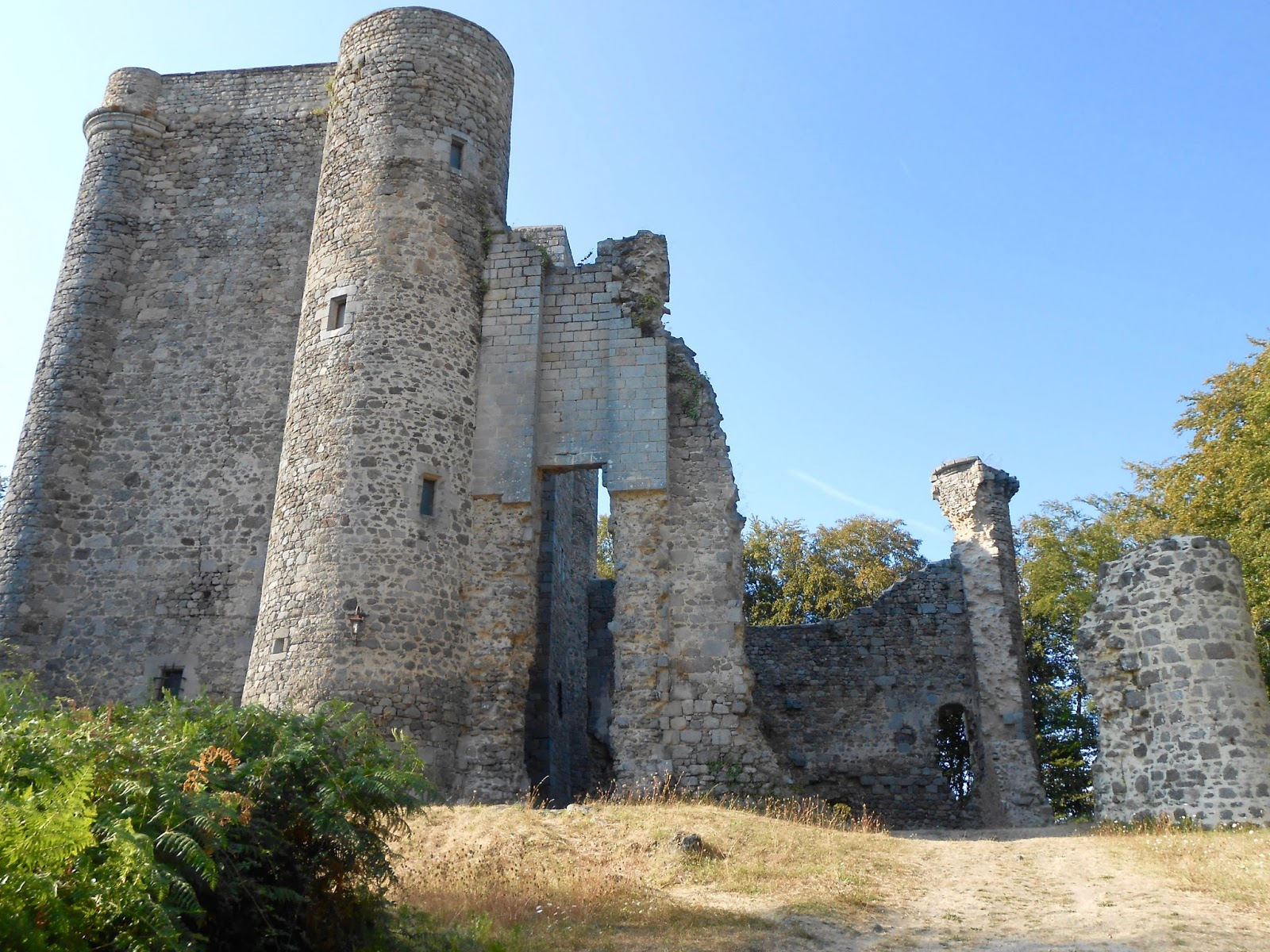
Logis rénové (à gauche) et ruines (à droite).

### Pages externes
- Ressource relative à l'architecture :   - Mérimée